# 34003 Ivozell
34003 Ivozell è un asteroide della fascia principale. Scoperto nel 2000, presenta un'orbita caratterizzata da un semiasse maggiore pari a 2,4120858 au e da un'eccentricità di 0,0732875, inclinata di 9,58689° rispetto all'eclittica.